# 尾澤拓実
尾澤 拓実（おざわ たくみ、2月1日生）は、日本のソングライター、編曲家、歌手、キーボーディスト。HIGHWAY STAR所属。東京都新宿区出身。

## 来歴
ボーカルの高橋佳奈とともに2人組ユニット「GANASIA」として、1996年12月にビクターエンタテインメントからデビュー。GANASIAではキーボードを担当し、楽曲の作詞・作曲を行った。松宮麻衣子の楽曲も手掛けている。1998年に解散以降は、ソングライター、編曲家としての活動を中心に、歌手、キーボーディストとして活動している。
1999年から2000年にかけては、千聖のツアーバンドのメンバーとして活動していたほか、1999年10月よりラジオ「國府田マリ子のGM」内のコーナー「にゃんこのミミーと拓実のうなる耳たぶ」にてアシスタントパーソナリティを担当。
2000年にソロアルバム「TechnoroiD（テクノロイド） 」を発売した。2000年から2002年にかけては、インディーズバンド「Deeper Gate HEAVEN」にボーカルとして参加した。
2004年にボーカルのシトと「志翔[SHITO]（シト）」を結成、NHKの「熱唱オンエアバトル」に出場後、「DINO GRANDE UNION（ディノグランデユニオン）」に改名するが、2008年に活動を停止。
2009年よりスペースクラフトプロデュースに所属。アニメ、ゲームの主題歌及び劇伴作曲家として活動。その傍ら、2016年に再びボーカルのシトと「ReReGRAPHICS（リリグラフィクス）」としてユニット活動を開始。2017年にインディーズレーベルCLAMOR RECORDSから1stシングル『煌びやかな星空を』をリリースした。
2017年12月20日付でスペースクラフトプロデュースを退所。フリーでの活動期間を経て、2021年8月1日よりHIGHWAY STARに所属。
2022年1月27日に『マギアレコード 魔法少女まどか☆マギカ外伝』の第1期第13話エンディングテーマで、BD/DVD第5巻特典サウンドトラックのみの収録だった、シト（from ReReGRAPHICS）の「ニグレド」が楽曲のアーティスト表記を「ReReGRAPHICS」に改めた上で、アニプレックスより配信リリース。オフィシャルMVも公開された。「ReReGRAPHICS」としては「志翔[SHITO]」「ディノグランデユニオン」の時も含め、初のメジャーレーベルでのリリース。

## 作風
キーボード専門誌である『キーボードマガジン』にGANASIAの特集が組まれた際「女版access」というキャプションがついたが、尾澤本人もaccessの浅倉大介の楽曲に影響を受けたと語っている。
楽曲内での尾澤自身による歌唱の何語ともつかない謎のコーラスは、本人をもって「ワケラン語」と呼ばれている。

## 詳細な経歴
1996年
- CAPCOMのPS用ソフト「ロックマン8 メタルヒーローズ」主題歌・CMソング「ELECTRICAL COMMNICATION」（C/W曲はEDの「BRANDNEW WAY」）でGANASIAがメジャーデビュー 作詞・作曲・編曲を担当。

1997年
- GANASIA2枚目のシングル アニメ「爆走兄弟レッツ&ゴー!!WGP」ED曲「Grow up Potential～夢に向かって～」発売
- 新ED曲 松宮麻衣子の「Tune-up Generation」をProduced by GANASIAとして作詞・作曲・編曲を担当。

1998年
- PS用ソフト「私立ジャスティス学園」OP 尾藤イサオ「熱き鼓動」ED「未来の行方」作詞・作曲・編曲を担当。

2000年
- セルピュータよりオリジナルアルバム「TechnoroiD(テクノロイド) 」発売

2002年
- Sweet BasilのPCソフト「めい☆ぷる」（DC版は「れでぃ☆めいど」）のOP「Mind Circuit」ED「Secret of Memories」をNoiD名義にて作詞・歌唱を担当。（2曲ともTECH GIAN2002年7月号付録オリジナルDISCにMP3形式で収録）

2003年
- rúfのPCソフト「セイレムの魔女たち」のOP「Dum Spiro,Spero. 」ED「pray for you」をNoiD名義にて歌唱を担当。（2曲とも同梱のサウンドトラックCDとオムニバスアルバム「黒の追憶」に収録）

2005年
- AKB48のOverture作曲・編曲を担当。

2008年
- 本堂なむ「なむあみHeart」（學藝會発行の同人誌『片面／尼僧!?しゃかむにま』主題歌）の作曲・編曲を担当。

2009年
- 織田かおり「LOVE×∞（ラブ・インフィニティ）」（『パチスロうる星やつら2』使用曲）（Sammy presents 『Pachi Slot Music CREATORS' SELECT 』収録）の作詞・作曲・編曲を担当。

2010年
- TBS系列アニメ『おおかみかくし』劇伴の作曲・編曲を担当。
- 南里侑香
  - 「月導-Tsukishirube-」（TBS系列アニメ『おおかみかくし』EDテーマ）作詞・作曲・編曲を担当。
  - 「雨の散歩道」の作曲・編曲を担当。
  - 「雫-shizuku-」（OVA『.hack//Quantum』主題歌）作詞・作曲・編曲を担当。

- 片霧烈火「白日夢」（Xbox 360移植版『車輪の国、向日葵の少女』OPテーマ）編曲を担当。

2011年
- Asriel
  - 「赤い棘」「紫陽花」（共に『Angelrhythm』収録）編曲を担当。
  - 「Al Phobis」（『AntiQue ～2nd collection～』収録）編曲を担当。

- 南里侑香
  - 「嵐の勇者」（『勇者シリーズ20周年記念企画HARVEST』収録）編曲を担当。
  - 「輝跡 -kiseki-」（アニメ『セイクリッドセブン』EDテーマ）作詞・編曲を担当。
  - 「あなたと私のうた」作曲・編曲を担当。

- TBS系列アニメ『緋弾のアリア』劇伴の作曲・編曲を担当。
- 清水ゆう子「ALIVE」（『CR座頭市物語Ⅱ』使用曲）作詞・作曲・編曲を担当。
- 映画『神☆ヴォイス～THE VOICE MAKES A MIRACLE～』劇伴の作曲・編曲を担当。

2012年
- 南里侑香
  - 1stソロアルバム「ロンド…月の記憶をたどって。」サウンドプロデュース。
  - 「LIVE ON!」（『ARK FRONTIER -時空漂流-』プロモーションテーマソング）作曲・編曲を担当。
  - 「STELLAR」（集英社りぼん連載『流れ星レンズ』スペシャルコラボソング）作詞・作曲・編曲を担当。

- 劇団スーパー・エキセントリック・シアター
  - タイツマンズ バラ組LIVE『シュワッチ!～目指すはタイツの王子様～』音楽を担当。
  - タイツマンズ 10周年記念LIVE『タイツの花道』音楽を担当。
  - まいかぷろデュース『ナイロンのライオン（脚本・演出：ラサール石井）』音楽を担当。

2013年
- 織田かおり
  - 1stソロアルバム『PLACE』表題曲「PLACE」作曲・編曲を担当。
  - 「煌めきの扉」（PS Vita版『猛獣使いと王子様』OPテーマ）作曲・編曲を担当。

- 劇団スーパー・エキセントリック・シアター　タイツマンズ バラ組LIVE『シュワッチ!～目指すはタイツの王子様～再演』音楽を担当。
- marina「キミ∽ツナグ」（Lass美少女PCゲーム『少女神域∽少女天獄 -The Garden of Fifth Zoa-』OPテーマ）編曲を担当。
- 南里侑香
  - 「Mother land」（アニメ『革命機ヴァルヴレイヴ』8話挿入歌）作曲を担当。
  - 「BLOODY HOLIC」（アニメ『ブラッドラッド』EDテーマ）編曲を担当。

- NHK BSプレミアム ドラマ『ダブルトーン ～2人のユミ～』音楽を担当。
- KENN「Eidolon」（PSPゲーム『Jewelic Nightmare』OPテーマ）編曲を担当。

2014年
- 劇団スーパー・エキセントリック・シアター　タイツマンズ バラ組LIVE『イシン!』音楽を担当。
- coffin princess
  - 「快楽原理」（アニメ『棺姫のチャイカ』EDテーマ）編曲を担当。
  - 「ワタシハオマエノナカニイル」（アニメ『棺姫のチャイカ AVENGING BATTLE』EDテーマ）編曲を担当。

- 織田かおり 「GRASPS」（2ndソロアルバム『Colors』収録）作曲・編曲を担当。

2015年
- 南里侑香2ndソロアルバム「one day」作曲・編曲参加。
- 織田かおり 「光のプレリュード」（PS Vita版『猛獣使いと王子様 -Snow Bride-』OPテーマ）作曲・編曲を担当。
- 霜月はるか 「END GAZER」（PS3/PS Vita用ゲーム『XBLAZE LOST：MEMORIES』OPテーマ）作曲・編曲を担当。
- オトメイトレコード「ピリオドキューブ ～鳥籠のアマデウス～」シチュエーションCD Quest1～6 音楽を担当。

2016年
- TVアニメ『ディバインゲート』劇伴の作曲・編曲を担当。
- Joelle 「茨ノ楽園」（PS Vita『ピリオドキューブ ～鳥籠のアマデウス～』OPテーマ）作曲・編曲を担当。
- オトメイト PS Vita 「ピリオドキューブ ～鳥籠のアマデウス～」ゲーム音楽を担当。
- 織田かおり 3rdソロアルバム『Make it』収録、 「LOVE×∞ 2016」作詞・作曲・編曲、「Maze」編曲を担当。
- 霜月はるか 「CHAIN BLADE」（PCブラウザゲーム『天穹ノ彼方の練星郷』OPテーマ）作曲・編曲を担当。
- 劇団スーパー・エキセントリック・シアター　タイツマンズLIVE「ハピネスタイツ」音楽を担当。

2017年
- 劇団スーパー・エキセントリック・シアター　タイツマンズ15周年記念公演「俺のタイツ」音楽を担当。
- 霜月はるか 「Shine」（PCブラウザゲーム『かんぱに☆ガールズ』OPテーマ）作曲・編曲を担当。

2018年
- 劇団スーパー・エキセントリック・シアター　戦国TAPミュージカル「TAKEDA」音楽を担当。

2019年
- 松岡侑李（いかさん）ソロアルバム「.A」「.B」「.C」作曲・編曲を担当。

2020年
- TVアニメ『マギアレコード 魔法少女まどか☆マギカ外伝』劇伴の作曲・編曲を担当。
- Disney公式ゲームアプリ 『ツイステッドワンダーランド』主題歌・劇伴の作曲・編曲を担当。
- シト from ReReGRAPHICS「ニグレド」（TVアニメ『マギアレコード 魔法少女まどか☆マギカ外伝』第13話ED） 作曲・編曲を担当。Blu-ray/DVD Vol.5の特典CDに収録。2022年1月27日より楽曲のアーティスト名を「ReReGRAPHICS」に改めて配信リリース
- 玉置成実
  - 「Connect the Truth」（特撮テレビドラマ『ウルトラマンZ』前期EDテーマ）作詞・作曲・編曲を担当。
  - 「BREAK THE CHAIN」（Webアニメ『バトルスピリッツ 赫盟のガレット』メインテーマソング）作詞・作曲・編曲を担当。

2021年
- 花田陵原作漫画『ブラックガルド』イメージアルバムに参加。楽曲の作曲・編曲を担当。
- 米倉千尋「私という物語」（米倉千尋25周年記念ベストアルバム『25 YEARS AFTER』収録曲）作曲・編曲を担当。
- TVアニメ『マギアレコード 魔法少女まどか☆マギカ外伝 2nd SEASON -覚醒前夜-』劇伴の作曲・編曲を担当。

2022年
- ReReGRAPHICS
  - 「閃光」（TVアニメ『マギアレコード 魔法少女まどか☆マギカ外伝 Final SEASON』イメージソング） 作曲・編曲を担当。Blu-ray/DVD 2nd Season 第3巻特典CDに収録
  - 「Q」（TVアニメ『マギアレコード 魔法少女まどか☆マギカ外伝 Final SEASON』イメージソング） 作曲・編曲を担当。Blu-ray/DVD Final Season 第1巻特典CDに収録。
  - 「ablaze」（TVアニメ『マギアレコード 魔法少女まどか☆マギカ外伝 Final SEASON』イメージソング） 作曲・編曲を担当。Blu-ray/DVD Final Season 第2巻特典CDに収録。

- TVアニメ『マギアレコード 魔法少女まどか☆マギカ外伝 Final SEASON –浅き夢の暁-』劇伴の作曲・編曲を担当。
- Vtuberの奏みみ5thシングル「バイプレイヤー・スター」作曲・編曲を担当。

2023年
- 海瀬隼人（CV：鈴木崚汰）、日向野駿（CV：石川界人）、月城葦夜（CV：阿座上洋平）、空閑 巴（CV：岡本信彦）
  - 「Secret tears」（MintLipボイスドラマ『ハンサムロンダリング』オープニングテーマ） 作曲・編曲を担当。
  - 「masquerade」（MintLipボイスドラマ『ハンサムロンダリング』エンディングテーマ） 作曲・編曲を担当。

- きただにひろし「僕らのスペクトラ」（特撮テレビドラマ『ウルトラマンブレーザー』オープニングテーマ）作曲・編曲を担当（尾澤拓実 from ReReGRAPHICS名義）。
- 米倉千尋「Beginning Rebirth」編曲を担当。

2024年
- シヴィライト・エテルナ（CV：南里侑香）「Unchanging wish」（ゲーム『アークナイツ』関連曲）作詞・作曲・編曲を担当。